# Коуи, Дуг (футболист)
Дуглас Коуи (англ. Douglas Cowie; Пустой шаблон {{ВД-Преамбула}} ) — шотландский футболист и футбольный тренер, участник двух чемпионатов мира (1954, 1958).

## Биография

### Клубная карьера
В 1945 году Коуи подписал контракт с «Данди», который в то время возглавлял Джордж Андерсон. Начинал карьеру как центральный полузащитник, составив сильную центральную линию вместе с Томми Галлахером и Элфом Бойдом. Позже он перешёл на позицию защитника и его признавали одним из лучших игроков. 
Всего в составе «Данди» он играл в течение 16 сезонов и выиграл два Кубка шотландской лиги в 1951 и 1952 годах. За всё время выступлений за «Данди» сыграл во всех турнирах 446 матчей, что является клубным рекордом. 
В 1961 году перешёл в «Гринок Мортон», за который играл в течение двух сезонов и завершил карьеру игрока.

### Карьера в сборной
В составе сборной Шотландии принимал участие на чемпионате мира 1954 года, где сыграл в двух матчах группового этапа со сборными Австрии (0:1) и Уругвая (0:7). 
Спустя четыре года играл на чемпионате мира 1958 года, где сыграл в двух матчах группового этапа со сборными Югославии (1:1) и Парагвая (2:3). Всего за сборную Шотландии сыграл 20 матчей, в которых не отметился забитыми мячами.

### Тренерская карьера
С 1963 по 1964 год работал главным тренером «Рэйт Роверс».

### Смерть
Скончался 26 ноября 2021 года в возрасте 95 лет. Он был последним живым игроком сборной Шотландии, который был участником чемпионатов мира 1954 и 1958 годов.

## Достижения
«Данди»
- Обладатель Кубка шотландской лиги (3): 1951/52, 1952/53